# Wallichia
Wallichia é um género botânico pertencente à família Arecaceae.